# St. Peter und Paul (Oberlaimbach)

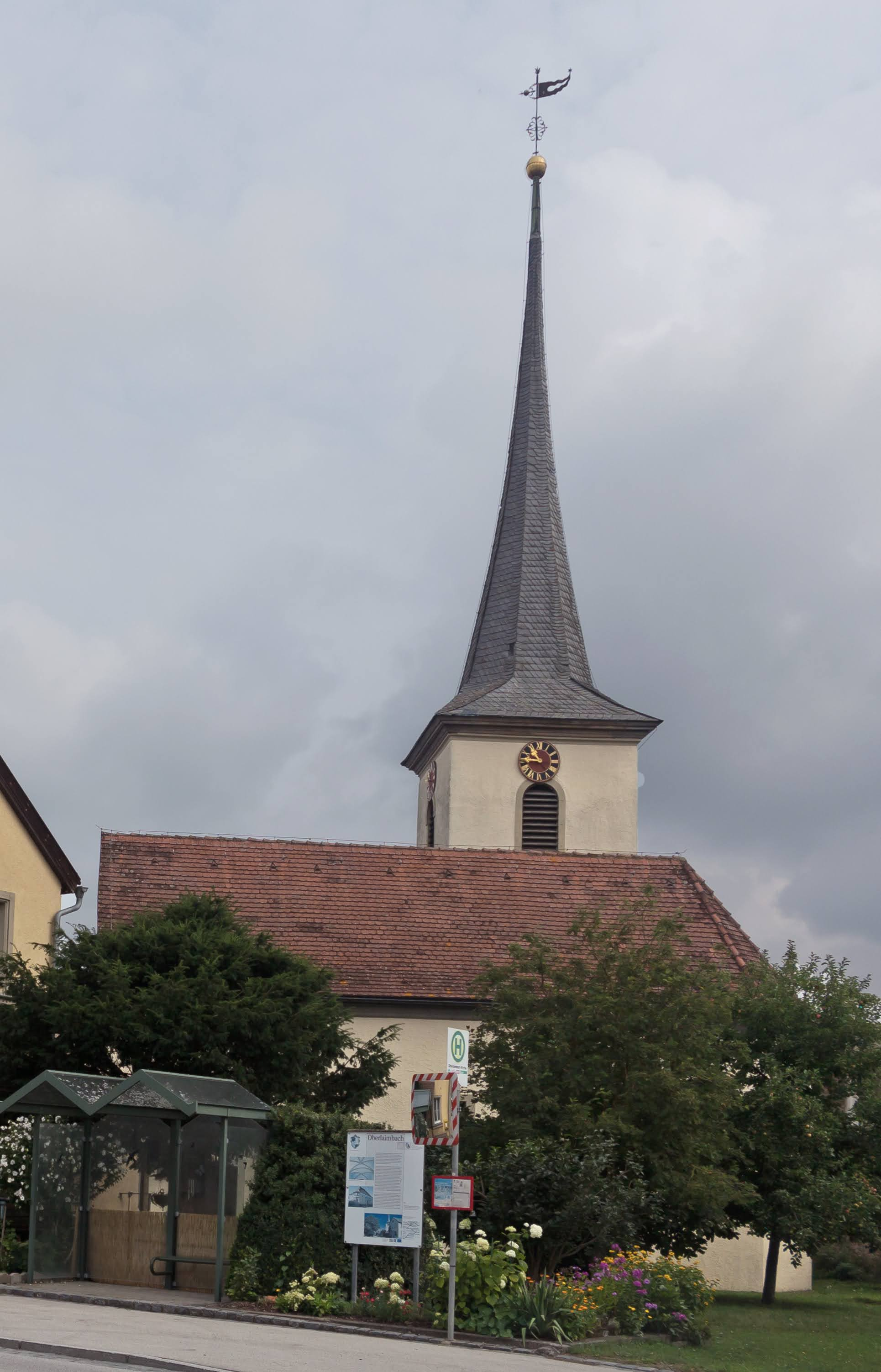
St. Peter und Paul in Oberlaimbach

Die denkmalgeschützte, evangelische Pfarrkirche St. Peter und Paul steht in Oberlaimbach, einem Gemeindeteil der Stadt Scheinfeld im Landkreis Neustadt an der Aisch-Bad Windsheim (Mittelfranken, Bayern). Die Pfarrkirche ist unter der Denkmalnummer D-5-75-161-121 als Baudenkmal in der Bayerischen Denkmalliste eingetragen. Die Kirchengemeinde gehört zum Dekanat Markt Einersheim im Kirchenkreis Ansbach-Würzburg der Evangelisch-Lutherischen Kirche in Bayern.

## Beschreibung

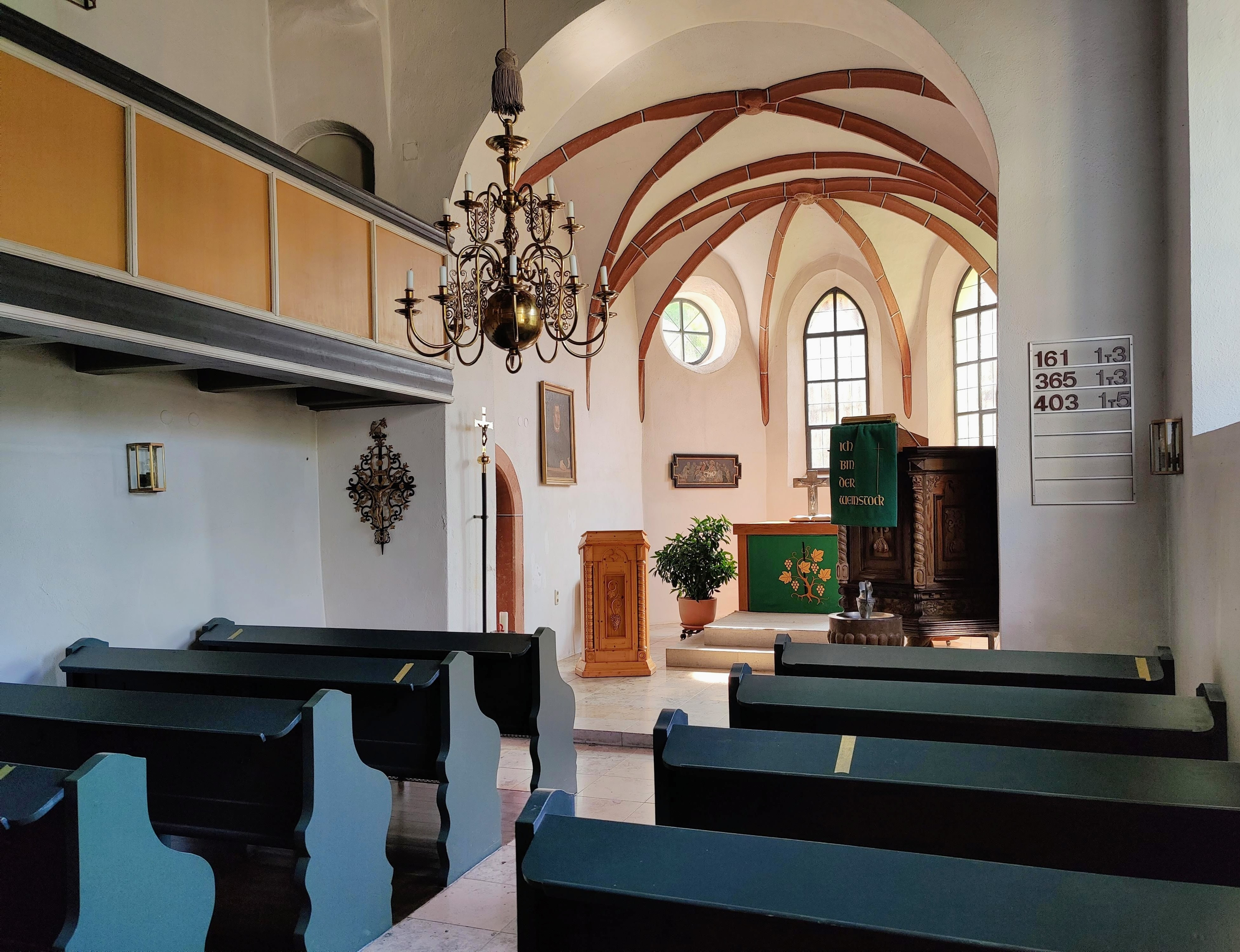
Innenraum (2021)

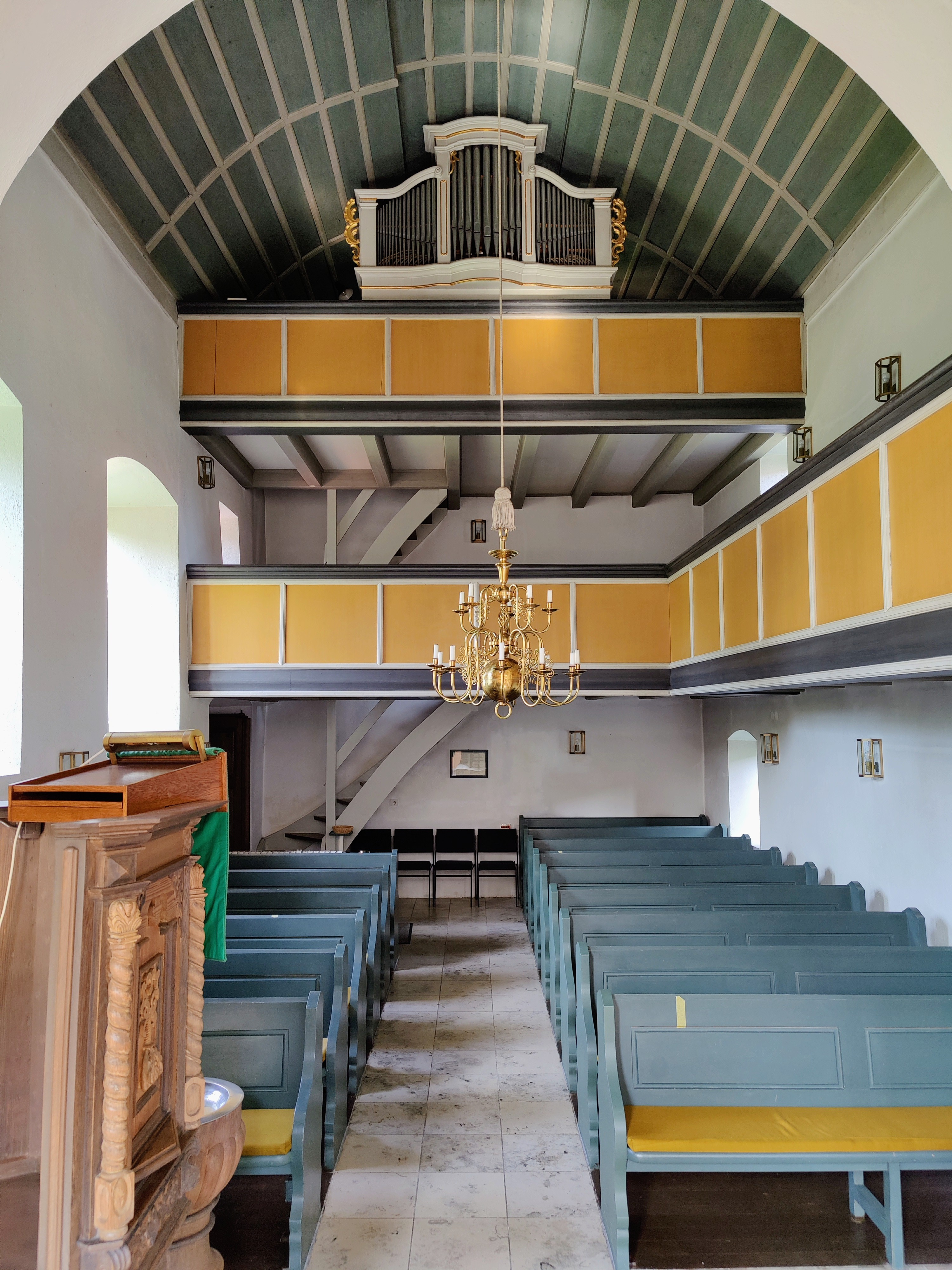
Blick zur Orgel

Das Langhaus wurde 1729–31 nach Westen an den leicht eingezogenen, dreiseitig geschlossenen Chor aus dem 15. Jahrhundert angebaut. 1729 wurde der mit einem achtseitigen, schiefergedeckten Knickhelm bedeckte Chorflankenturm an die Nordwand des Chors angefügt. Sein oberstes Geschoss beherbergt die Turmuhr und den Glockenstuhl. Die Wandmalereien über dem Chorbogen stammen aus der 1. Hälfte des 17. Jahrhunderts. Die Orgel mit 7 Registern auf einem Manual und dem Pedal wurde 1971 von E. F. Walcker & Cie. in das Gehäuse der Vorgängerorgel gebaut.